# Saison 2025-2026 des Spurs de San Antonio
La saison 2025-2026 des Spurs de San Antonio est la 59e saison de la franchise et la 50e au sein de la National Basketball Association (NBA). C'est la 53e saison dans la région de San Antonio au Texas.

## Draft
| Tour | Choix | Joueur        | Poste | Nationalité | Provenance                 |
| ---- | ----- | ------------- | ----- | ----------- | -------------------------- |
| 1    | 2     | Dylan Harper  | SG/PG | États-Unis  | Scarlet Knights de Rutgers |
| 1    | 14    | Carter Bryant | SF    | États-Unis  | Wildcats de l'Arizona      |
| 2    | 38    | Kam Jones     | SG    | États-Unis  | Golden Eagles de Marquette |

## Matchs

### Summer League
| Summer League Total: 5-3 |

| Match | Date match | Équipe       | Score   | Meilleur marqueur       | Meilleur rebondeur     | Meilleur passeur       | Lieux Spectateurs  | Série |
| ----- | ---------- | ------------ | ------- | ----------------------- | ---------------------- | ---------------------- | ------------------ | ----- |
| 1     | 5 juillet  | Miami        | D 69-82 | David Jones Garcia (18) | David Jones Garcia (7) | Jameer Nelson Jr. (5)  | Chase Center 0     | 0 - 1 |
| 2     | 6 juillet  | Golden State | V 90-88 | David Jones Garcia (25) | Harrison Ingram (6)    | Omari Moore (4)        | Chase Center 8 124 | 1 - 1 |
| 3     | 8 juillet  | L.A. Lakers  | D 88-89 | David Jones Garcia (25) | Osayi Osifo (7)        | David Jones Garcia (5) | Chase Center 8 124 | 1 - 2 |

| Match | Date match | Équipe       | Score        | Meilleur marqueur       | Meilleur rebondeur      | Meilleur passeur       | Lieux Spectateurs      | Série |
| ----- | ---------- | ------------ | ------------ | ----------------------- | ----------------------- | ---------------------- | ---------------------- | ----- |
| 1     | 10 juillet | Philadelphie | V 111-70     | David Jones Garcia (24) | Harrison Ingram (6)     | Ingram, Nelson Jr. (4) | Thomas & Mack Center 0 | 1 - 0 |
| 2     | 12 juillet | Dallas       | V 76-69      | David Jones Garcia (21) | Harrison Ingram (9)     | David Jones Garcia (5) | Thomas & Mack Center 0 | 2 - 0 |
| 3     | 14 juillet | Utah         | V 93-91 (OT) | David Jones Garcia (28) | Harrison Ingram (14)    | Harrison Ingram (6)    | Thomas & Mack Center 0 | 3 - 0 |
| 4     | 17 juillet | Charlotte    | D 81-106     | Harrison Ingram (17)    | David Jones Garcia (9)  | David Jones Garcia (4) | Thomas & Mack Center 0 | 3 - 1 |
| 5     | 19 juillet | Détroit      | V 96-84      | David Jones Garcia (23) | Jones Garcia, Osifo (6) | Trois joueurs (3)      | Thomas & Mack Center 0 | 4 - 1 |

### Pré-saison
| Pré-saison Total: 0-0 (Domicile : 0-0; Extérieur : 0-0) |

### Saison régulière
| Saison régulière Total: 0-0 (Domicile : 0-0; Extérieur : 0-0) |